# Sestri Levante
Sestri Levante is een plaats in de Italiaanse regio Ligurië, in de provincie Genua. De plaats ligt aan de Golf van Tigullio op de plaats waar het riviertje de Gromolo in zee uitstroomt.
Een deel van Sestri Levante ligt op het schiereiland Isola dat tot de 11e eeuw een eiland was. Hierdoor zijn twee baaien ontstaan, de Baia delle Favole (fabels) en Baia del Silenzio (stilte). Jaarlijks weten vele toeristen Sestri Levante te vinden vanwege de aantrekkelijke ligging en zandstranden.
In het centrum van de plaats staan vele statige paleizen zoals het Palazzo Fasce. De oudste kerk van Sestri, de San Nicolò dateert uit 1151 en staat op Isola. In de Galleria Rizzi zijn 113 schilderwerken te bezichtigen van Italiaanse en Vlaamse meesters. Het overgrote deel van de schilderijen dateert van de periode tussen 1400 tot 1800.

## Trivia
De Nederlandse schrijver Arthur van Schendel woonde van 1920-1945 in Sestri Levante.

## Afbeeldingen

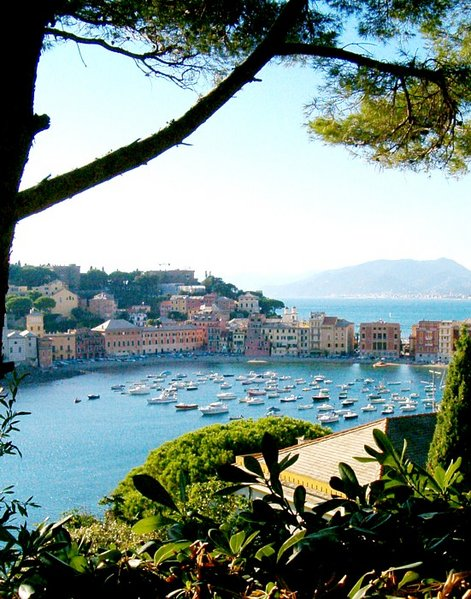
Baia del Silenzio

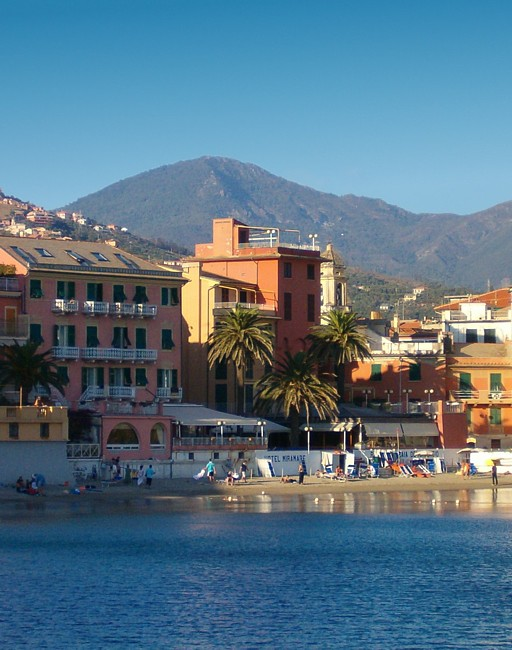
Sestri Levante

Arenzano · Avegno · Bargagli · Bogliasco · Borzonasca · Busalla · Camogli · Campo Ligure · Campomorone · Carasco · Casarza Ligure · Casella · Castiglione Chiavarese · Ceranesi · Chiavari · Cicagna · Cogoleto · Cogorno · Coreglia Ligure · Crocefieschi · Davagna · Fascia · Favale di Malvaro · Fontanigorda · Genua · Gorreto · Isola del Cantone · Lavagna · Leivi · Lorsica · Lumarzo · Masone · Mele · Mezzanego · Mignanego · Mocònesi · Moneglia · Montebruno · Montoggio · Ne · Neirone · Orero · Pieve Ligure · Portofino · Propata · Rapallo · Recco · Rezzoaglio · Ronco Scrivia · Rondanina · Rossiglione · Rovegno · San Colombano Certénoli · Sant'Olcese · Santa Margherita Ligure · Santo Stefano d'Aveto · Savignone · Serra Riccò · Sestri Levante · Sori · Tiglieto · Torriglia · Tribogna · Uscio · Valbrevenna · Vobbia · Zoagli
1. ↑  https://demo.istat.it/?l=it.